# Toʻrtkoʻl
Toʻrtkoʻl (kyrillisch-usbekisch Тўрткўл; karakalpakisch Tórtkúl bzw. Төрткүл; russisch Турткуль; auch Turtkul; bis 1920 Petroalexandrowsk) ist eine kreisfreie Stadt und Hauptort eines gleichnamigen Bezirks in Karakalpakistan (Usbekistan). Toʻrtkoʻl liegt auf 105 m Höhe und hat 52.424 Einwohner (Berechnung für 2009), die Volkszählung 1991 ergab 36.300 Einwohner.

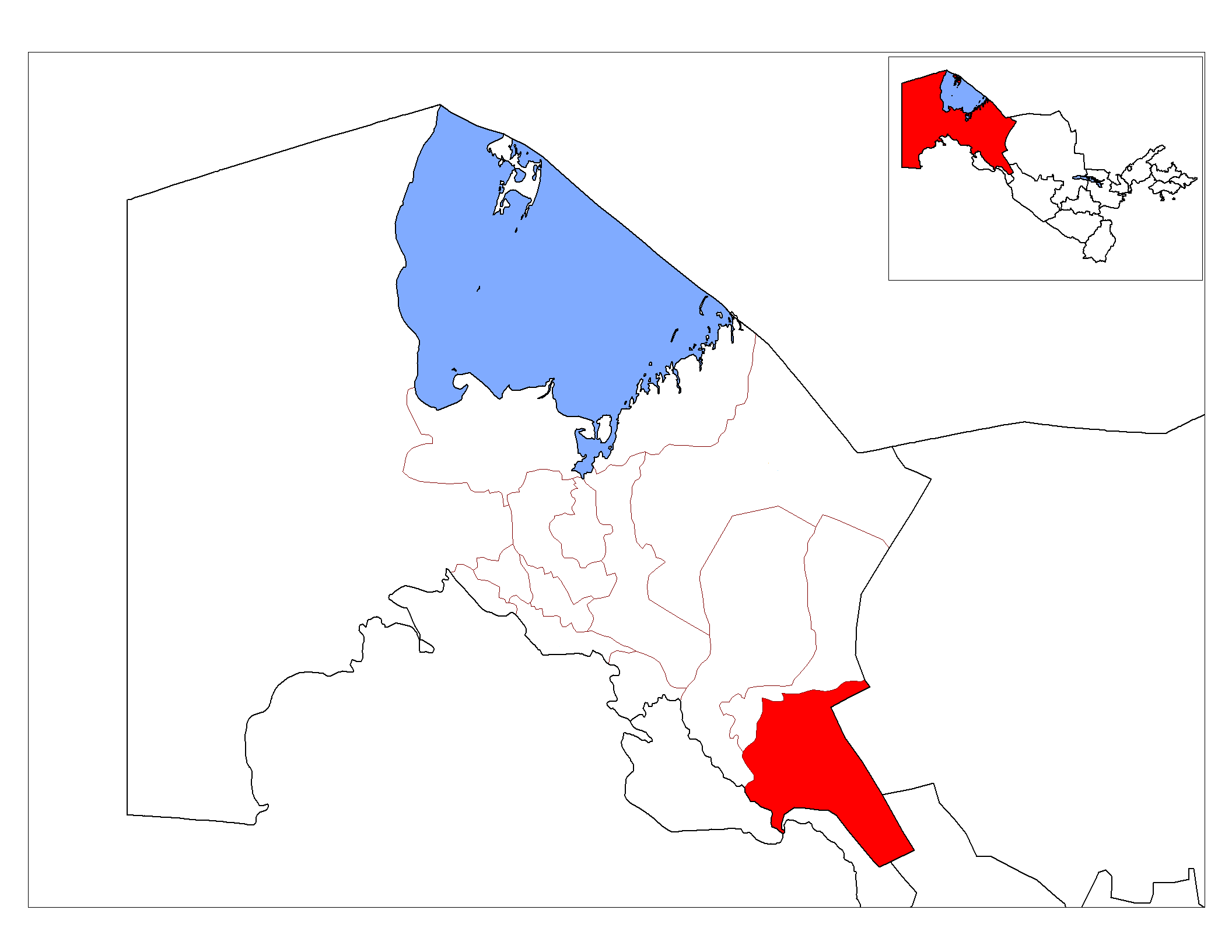
Lage des Bezirks Toʻrtkoʻl in Karakalpakistan

Toʻrtkoʻl ist die südlichste Stadt der Autonomen Republik Karakalpakistan und war bis 1932 ihre Hauptstadt. Da die Stadt ungünstig am Amudarja liegt und der Schutz vor dessen Fluten viele Ressourcen verschlang, wurde die Hauptstadt Karakalpakistans schließlich ins zentralere Nukus verlegt, das man neu gegründet hatte.
Die mittleren Temperaturen betragen 28 °C im Juli und −5,1 °C im Januar.
Bei Toʻrtkoʻl liegt ein Flughafen mit einer 1503 Meter langen Landebahn und dem ICAO-Code UTNT (41° 34′ 30″ N, 60° 58′ 1″ O).

## Sport
Sultan Rachmanow, sowjetischer Olympiasieger und Weltmeister im Gewichtheben, wurde in Toʻrtkoʻl geboren. 1983 wurde der Fußballclub Tselinnik Turtkul usbekischer Meister.